# Serie A 1953 (baseball)
La Serie A 1953 è stata la 6ª edizione del torneo di primo livello del campionato italiano di baseball. 
Lo scudetto è stato conquistato dal Nettuno 1945 per la terza volta nella sua storia.

## Formula
La competizione fu strutturata su un girone unico all'italiana con gare di andata e ritorno tra le dieci squadre partecipanti.

## Squadre partecipanti
| Club                    | Città                    | Impianto | Stagione precedente                              |
| ----------------------- | ------------------------ | -------- | ------------------------------------------------ |
| Calze Verdi Casalecchio | Casalecchio di Reno (BO) |          | 10º in Serie A 1952, vince lo spareggio salvezza |
| CUS Bologna             | Bologna                  |          | 3º in Serie A 1952                               |
| CUS Milano              | Milano                   |          | 8º in Serie A 1952                               |
| Firenze                 | Firenze                  |          | 7º in Serie A 1952                               |
| Lazio                   | Roma                     |          | 5º in Serie A 1952                               |
| Libertas Inter          | Milano                   |          | 6º in Serie A 1952                               |
| Libertas Roma           | Roma                     |          | 2º in Serie A 1952                               |
| Monza                   | Monza (MI)               |          | 4º in Serie A 1952                               |
| Nettuno 1945            | Nettuno (RM)             |          | 1º in Serie A 1952                               |
| Yankees Trieste         | Trieste                  |          | 1º in Serie B 1952, promosso                     |

## Stagione

### Classifica finale
|  | Pos. | Squadra                 | G  | V  | P  | PCT  | GB   |
|  | ---- | ----------------------- | -- | -- | -- | ---- | ---- |
|  | 1.   | Nettuno 1945            | 18 | 16 | 2  | .889 | -    |
|  | 2.   | Lazio                   | 18 | 16 | 2  | .889 | -    |
|  | 3.   | Yankees Trieste         | 16 | 11 | 5  | .688 | 4,0  |
|  | 4.   | Firenze                 | 17 | 11 | 6  | .647 | 4,5  |
|  | 5.   | CUS Bologna             | 16 | 10 | 6  | .625 | 5,0  |
|  | 6.   | Libertas Inter          | 17 | 7  | 10 | .412 | 8,5  |
|  | 7.   | CUS Milano              | 18 | 6  | 12 | .333 | 10,0 |
|  | 8.   | Libertas Roma           | 18 | 6  | 12 | .333 | 10,0 |
|  | 9.   | Calze Verdi Casalecchio | 18 | 3  | 15 | .167 | 13,0 |
|  | 10.  | Monza                   | 18 | 1  | 17 | .056 | 15,0 |

Legenda:
      Campione d'Italia.
      Retrocesso in Serie B.